# اندیس یولقون آغاج
یولقون آغاج یک اندیس غیرفلزی است که در حوالی شهر تکاب استان آذربایجان غربی قرار دارد و مادهٔ معدنی موجود در آن، گوگرد است.  